# 张健 (广东省广播电视网络股份有限公司董事长)
张健（1956年3月—），男，安徽六安人，中华人民共和国政治人物，中国共产党党员。曾任广东省广播电视网络股份有限公司董事长。

## 生平
1982年，毕业于安徽师范大学中文系，毕业后在六安师范专科学校（现皖西学院）任教。1985年，在中国艺术研究院攻读马克思主义文艺理论专业研究生。1988年7月起，先后任中共中央办公厅秘书局工作人员、副处级秘书。1992年至1996年，先后任新华社澳门分社办公厅副处长、办公厅综合处处长、办公厅副主任。1996年8月起，历任新华社澳门分社宣教文体部代部长、部长（副厅级）。2000年3月，任中央人民政府驻澳门特别行政区联络办公室宣传文化部部长（副厅级）。2002年7月，任中共广州市委宣传部副部长（副厅级）。2005年8月，任广东省广播电影电视局副局长。2010年7月，任广东省广播电视网络股份有限公司董事长。2015年10月退休。